# Gino Sinimberghi
Gino Sinimberghi (Roma, 26 agosto 1913 – Roma, 30 dicembre 1996) è stato un tenore e attore italiano.

## Biografia
Studiò canto lirico presso il Conservatorio Santa Cecilia. Nel 1936 si piazzò al secondo posto al Concorso Internazionale di Canto di Vienna; venne in seguito scritturato per un periodo di sei anni al Teatro dell'Opera di Berlino e firmò un contratto di quattro anni con la Deutsche Grammophon.

All'età di 27 anni venne chiamato a Roma dal direttore d'orchestra Tullio Serafin, che lo fece debuttare al Teatro dell'Opera ne Il barbiere di Siviglia di Gioachino Rossini.
Durante la lunga carriera artistica ha interpretato numerose opere in lingua italiana e tedesca, lavorando al fianco di importanti artisti, come Beniamino Gigli, Tito Gobbi, Italo Tajo, Jon Vickers, Maria Callas, Erna Berger, Rosanna Carteri, e sotto la guida di grandi direttori d'orchestra, come Paul Hindemith, Herbert von Karajan, oltre al già citato Tullio Serafin.

Prese anche parte a numerosi film, in particolar modo film-opera, nei quali fu scelto, oltre che per le doti vocali, anche per la fotogenicità.

## Filmografia
- Avanti a lui tremava tutta Roma, regia di Carmine Gallone (1946)
- Lucia di Lammermoor, regia di Piero Ballerini (1946)
- L'elisir d'amore, regia di Mario Costa (1947)
- Pagliacci, regia di Mario Costa (1948)
- La forza del destino, regia di Carmine Gallone (1949)
- Il trovatore, regia di Carmine Gallone (1949)
- La favorita, regia di Cesare Barlacchi (1952)
- La sonnambula, regia di Cesare Barlacchi (1952)
- Puccini, regia di Carmine Gallone (1953)
- Per salvarti ho peccato, regia di Mario Costa (1953)
- La donna più bella del mondo, regia di Robert Z. Leonard (1955)
- Agguato sul mare, regia di Pino Mercanti (1955)
- Torna piccina mia!, regia di Carlo Campogalliani (1955)
- L'angelo delle Alpi, regia di Carlo Campogalliani (1957)
- Norma, regia di Pierre Jourdan, (1974)

## Repertorio
| Ruolo                | Titolo                      | Autore       |
| -------------------- | --------------------------- | ------------ |
| Principe Dimitri     | Risurrezione                | Alfano       |
| Faust                | Mefistofele                 | Boito        |
| Sir Harvey           | Anna Bolena                 | Donizetti    |
| Gogdan Sobinin       | Una vita per lo Zar         | Glinka       |
| Števa Buryja         | Jenůfa                      | Janáček      |
| Cavaliere Des Grieux | Manon                       | Massenet     |
| Cappello             | Il bravo                    | Mercadante   |
| Don Basilio          | Le nozze di Figaro          | Mozart       |
| Grigorij             | Boris Godunov               | Musorgskij   |
| Andrej Chovanskij    | Chovanščina                 | Musorgskij   |
| Gritzko              | La fiera di Soročincy       | Musorgskij   |
| Mercurio             | Orfeo all'inferno           | Offenbach    |
| Primo cavaliere      | Assassinio nella cattedrale | Pizzetti     |
| Il Marchese          | Il giocatore                | Prokof'ev    |
| Mario Cavaradossi    | Tosca                       | Puccini      |
| B.F. Pinkerton       | Madama Butterfly            | Puccini      |
| Rinuccio             | Gianni Schicchi             | Puccini      |
| Lindoro              | L'italiana in Algeri        | Rossini      |
| Conte d'Almaviva     | Il barbiere di Siviglia     | Rossini      |
| Don Ramiro           | La Cenerentola              | Rossini      |
| Isacco               | La gazza ladra              | Rossini      |
| Ismaele              | Nabucco                     | Verdi        |
| Don Riccardo         | Ernani                      | Verdi        |
| Alfredo Germont      | La traviata                 | Verdi        |
| Max                  | Il franco cacciatore        | Weber        |
| Conte di Bosco Nero  | La vedova scaltra           | Wolf-Ferrari |